# 大提琴协奏曲
大提琴协奏曲是指以大提琴独奏，管弦乐队伴合奏的独奏协奏音乐作品。
大提琴协奏曲自巴洛克时代以来就已经出现。然而，与小提琴不同，大提琴不得不面对来自较老而比较完善的维奥尔琴（也译为古提琴）的激烈竞争。因此，除了维瓦尔第、C.P.E.巴赫、海顿和博凯里尼的作品之外，很少有重要的大提琴协奏曲是在19世纪之前写成的。但是在浪漫主义时代，舒曼、圣桑和德沃夏克的大提琴协奏曲作品使得大提琴作为独奏乐器的地位得到了充分的认可。从那时起，大提琴协奏曲作品变得越来越常见。二十世纪的作曲家将大提琴作为标准的协奏曲乐器，与已经非常成熟和完善的钢琴和小提琴一样，创作了许多协奏曲作品。
20世纪上半叶由埃尔加、普罗科菲耶夫、巴伯和欣德米特等人创作的协奏曲最引人注目。许多二战后的作曲家（比如肖斯塔科维奇、沃爾頓、李蓋蒂、布里顿、杜替耶、卢托斯瓦夫斯基和潘德列茨基等）也都写过至少一部大提琴协奏曲。

## 外部連結
- 大提琴與樂團作品列表：国际乐谱典藏计划上的乐谱